# Donata Burgatta
Donata Burgatta (ur. 26 września 1973) – włoska judoczka. Olimpijka z Atlanty 1996, gdzie zajęła czternaste miejsce w wadze ciężkiej.
Brała udział w mistrzostwach świata w 1993, 1995 i 1997. Startowała w Pucharze Świata w latach 1991, 1993, 1995–1998, 2000, 2001. Wicemistrzyni Europy w 1996. Trzecia na igrzyskach śródziemnomorskich w 1997, a także na akademickich MŚ w 1996 roku.

## Letnie Igrzyska Olimpijskie 1996
| Konkurencja | Eliminacje           | Klas. końcowa |
| Konkurencja | Przeciwnik I         | Miejsce       |
| ----------- | -------------------- | ------------- |
| +72 kg      | Johanna Hagn (GER) P | 14.           |